# Varvara Morozova
Varvara Alexeïevna Morozova (Варва́ра Алексе́евна Моро́зова), née Khloudova le 2/14 novembre 1848 à Moscou et morte le 4/17 septembre 1917 à Moscou, est une entrepreneuse russe qui fut aussi bienfaitrice et mécène. Elle est la mère des collectionneurs Mikhaïl et Ivan Morozov.

## Биография

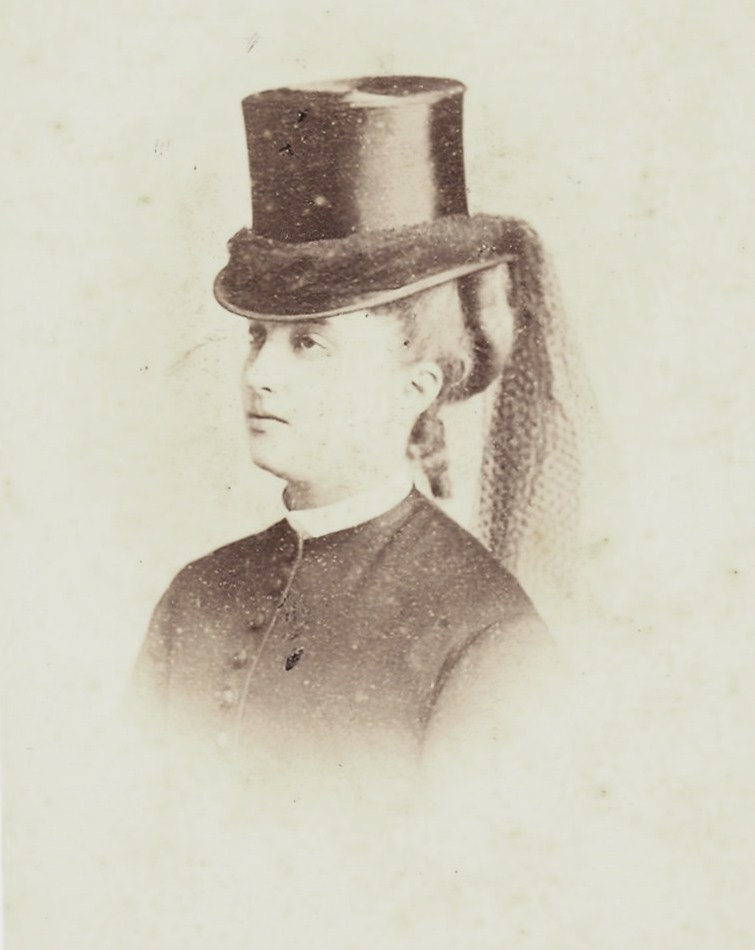
Jeune mariée.

Varvara Alexeïevna naît dans la famille d'Alexeï Khloudov, riche entrepreneur qui était aussi donateur de nombreuses œuvres de bienfaisance et bibliophile. Elle perd sa mère à l'âge de six ans.
En 1864, son père la marie à son cousin Abram Morozov, copropriétaire de la manufacture de papier de Tver avec son frère David, qu'il dirige et développe. Il est très riche, ce qui permet au ménage de fonder des œuvres de bienfaisance. Un dispensaire avait déjà été ouverte à la clinique en 1858, suivent une maternité en 1861 et en 1869 une école de commerce pour les garçons de la fabrique. Les frères Morozov sont membres du comité de bienfaisance des orphelinats de gouvernement de Tver. Le mariage d'Abram et Varvara leur donne trois fils: Mikhaïl, Ivan et Arsène.
En 1871, alors qu'elle est déjà bourgeoise d'honneur héréditaire, Varvara Alexeïevna devient l'une des actionnaires de la Compagnie de la manufacture de Tver; elle reçoit cinq actions pour une somme totale de cinq mille roubles d'argent. Après la mort en 1882 de son mari, des suites d'une paralysie générale, elle dirige les affaires elle-même et gère la manufacture jusqu'à la majorité de ses fils. Mais selon le testament de son mari, elle perdrait ses droits au capital en cas de remariage.
Juste après la mort de son mari, elle prend comme amant Vassili Sobolevski (1846-1913), rédacteur du journal libéral Les Nouvelles russes («Русские ведомости»), et membre du parti cadet. Cette liaison est gardée dans une relative discrétion, jusqu'à ce que Varvara mette au monde deux enfants de lui, Gleb et Natalia, qui portent selon la loi son nom de jeune fille: Khloudov[réf. nécessaire].

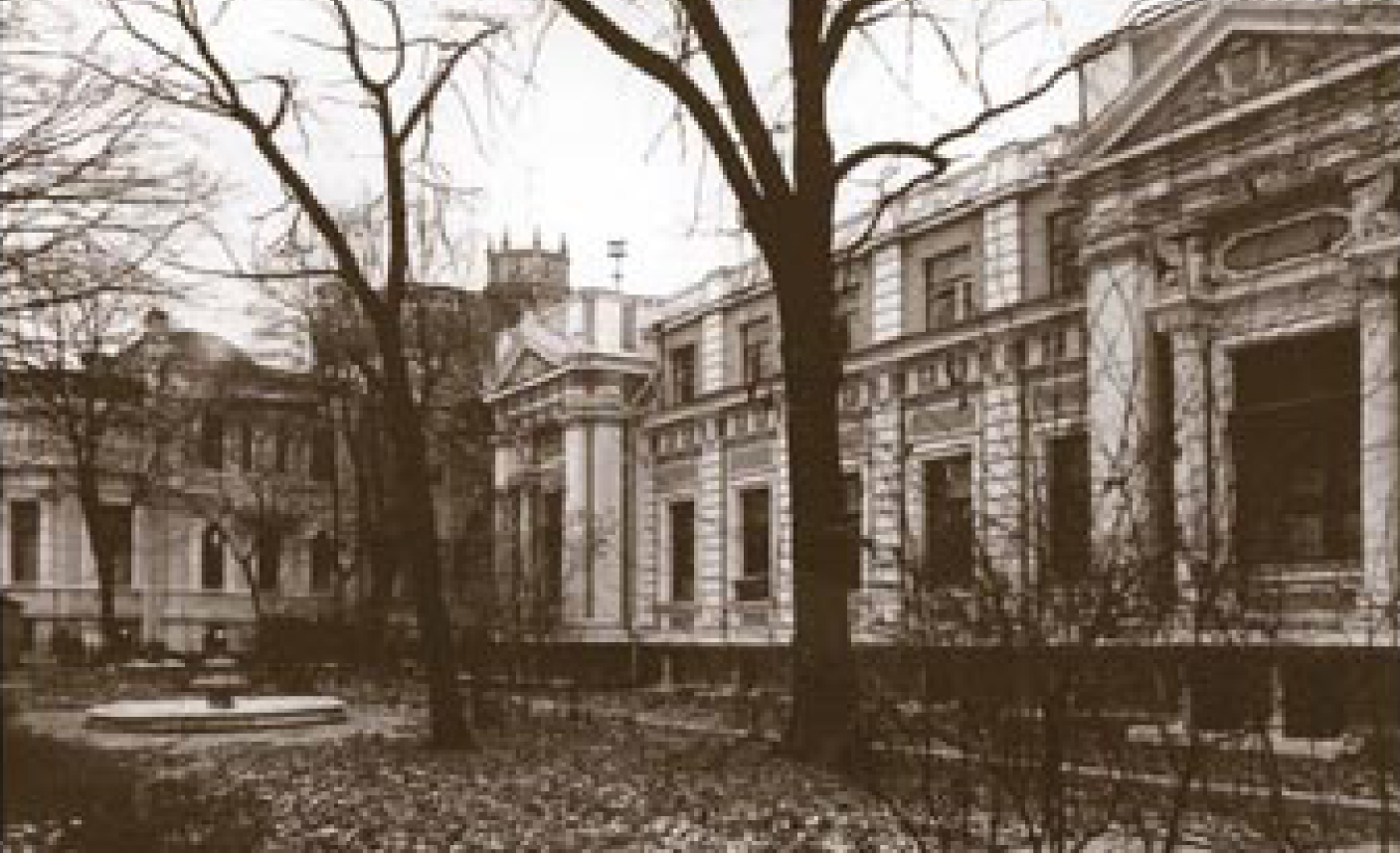
Hôtel particulier de Varvara Morozova au 14 rue Vozdvijenka.

Dans son bel hôtel particulier de la rue Vozdvijenka construit en 1886 selon les plans de Robert Klein, elle tient un salon littéraire que fréquentent notamment Alexandre Blok, Valeri Brioussov, Andreï Biély, ou Vladimir Soloviev.
Pour ses œuvres caritatives, Varvara Alexseïevna reçoit en 1892 en témoignage de gratitude de l'empereur, notamment pour ses dons à l'Université impériale de Moscou ; elle reçoit en 1898 la médaille d'or « Pour zèle » avec ruban d'Alexandre, pour son patronage de l'école professionnelle Morozov.
Ses fils Ivan et Mikhaïl sont aussi d'importants donateurs et collectionneurs de tableaux impressionnistes et contemporains qui font aujourd'hui la fierté du musée Pouchkine de Moscou. Grâce aux liens de Sobolevski, Varvara Alexeïevna fait la connaissance de personnalités intellectuelles de la gauche libérale; mais pas uniquement. En effet, sa fille Natalia se souvient dans ses Mémoires: « Elle avait invité à la maison en 1905 un groupe de sympathisants des bolchéviques du nom de Pokrovski, Skvortsov-Stepanov et Mitskevitch (futur directeur du musée de la Révolution) et Rojkov (professeur d'histoire). Lorsqu'un certain nombre d'entre eux furent arrêtés elle apporta la somme de cinq mille roubles afin de leur permettre de fuir à l'étranger (Rojkov et quelques autres). j'ai conservé une lettre dont je ne peux déchiffrer la signature où un camarade remercie ma mère, d'avoir pu grâce à elle se cacher à l'étranger. » (page 15). Varvara Morozova finance aussi les cours du soir des travailleurs de la rue Pretchistenka, qui en fait permettaient à des membres de différents petits cercles de gauche radicale de se réunir. Elle faisait partie du comité de direction de cette école, la soutenait financièrement et finalement fit construire un bâtiment donnant sur la ruelle Nijno-Lesny (Koursovy).
Elle meurt à l'âge de soixante-neuf ans le (17) septembre 1917, sans avoir vu la ruine de sa famille par la Révolution d'Octobre. Elle est enterrée à Moscou au cimetière Vagankovo.
Sa pierre tombale a été refaite en 2005 par souscription à l'initiative de la bibliothèque Tourgueniev. L'esquisse de la tombe a été conçue par son arrière-arrière-petite-fille, E.G. Demianova.

## Œuvres caritatives
Varvara Morozova fut une bienfaitrice moscovite parmi les plus importantes de son époque. Elle aida financièrement de nombreuses institutions culturelles et sociales; en mémoire de son époux, elle fit construire en 1887 une clinique psychiatrique à Devitche Pole dont elle fit don avec un terrain à l'Université de Moscou, et qui est à l'origine d'un complexe psychiatrique plus important. Elle a dépensé pour cela plus de cinq cent mille roubles, somme considérable pour l'époque.
En 1888, elle finance aussi la construction d'un laboratoire de recherches scientifiques pour le jardin botanique de Moscou appartenant à l'Université de Moscou. En 1891 elle donne un capital de cinq mille roubles pour la fondation d'une bourse du nom de Dolgoroukov pour les étudiants et fait don de trente mille roubles pour un institut de cancérologie. Elle est également membre d'honneur de la Société de soutien aux étudiants nécessiteux de l'Université impériale de Moscou.
Quelques années auparavant, alors que son mari était encore en vie, elle ouvrit en 1873 une école, devenue école professionnelle en 1877. Au début, elle se trouvait dans la maison même des Morozov, 27 rue Bolchaïa Alexeïevskaïa (aujourd'hui rue Alexandre Soljénitsyne) et plus tard elle fit construire un bâtiment pour l'accueillir en 1899 et en fit don à la ville en 1901. Ce fut l'une des premières écoles professionnelles de Moscou. Elle fit aussi construire près de la barrière Rogojskaïa une école technique de filles et une école technique de garçons dans un seul grand ensemble au 36 rue Bolchaïa Kalitnikovskaïa.
Elle fut aussi à l'initiative de l'école des cours du soir pour travailleurs de la rue Pretchistenka et fit don à l'université populaire Chaniavski de cinquante mille roubles. Elle contribua aussi grandement à la construction d'un foyer pour les étudiants de l'école supérieure impériale technique de Moscou et était présidente et membre d'honneur de la société de soutien aux étudiants nécessiteux de cette école.
Elle fonda en 1885 la première bibliothèque gratuite de Moscou, la bibliothèque Tourgueniev, regroupant une centaine de lecteurs et à qui elle fournit un fonds important de livres. Pour la construction de la bibliothèque, elle fit don de dix mille roubles. Elle finança aussi la construction de l'immeuble des Nouvelles de Moscou.

## Caractère
Varvara Morozova était plutôt belle, séduisante avec un sourire agréable; elle avait de grands yeux sombres et de beaux sourcils. Elle ne jetait pas l'argent par les fenêtres. Sa belle-fille, Margarita Morozova, se souvient : « Varvara Alexeïevna était une personne de grande culture; mais c'était aussi une femme d'affaires à l'esprit pratique qui savait parfaitement se conduire d'un point de vue commercial et financier ».
Elle a inspiré le personnage de l'héroïne du roman de Piotr Boborykine, Kitaï-Gorod, Anna Serafimovna Stanitsyna